# Doaphius penicilarius
Doaphius penicilarius är en skalbaggsart som beskrevs av Rudolph Petrovitz 1963. Doaphius penicilarius ingår i släktet Doaphius och familjen Aphodiidae. Inga underarter finns listade i Catalogue of Life.